# فرودگاه باریناس
فرودگاه باریناس (به انگلیسی: Barinas Airport) (به زبان بومی: Aeropuerto de Barinas) یک فرودگاه همگانی با کد یاتا BNS است که یک باند فرود آسفالت دارد و طول باند آن ۲۰۰۰ متر است. این فرودگاه در کشور ونزوئلا قرار دارد و در ارتفاع ۲۰۳ متری از سطح دریا واقع شده‌است.

## شرکت‌های هواپیمایی و مقصدهای پروازی
| شرکت‌های هواپیمایی | مقصدهای پروازی |
| ----------------- | -------------- |
| اویور ایرلاینز    | سیمون بولیوار  |
| کونویاسا          | سیمون بولیوار  |